# 安妮·多诺万
安妮·特雷莎·多诺万（英語：Anne Theresa Donovan，1961年11月1日—2018年6月13日），美国女子篮球运动员、教练员。她曾获得1984年夏季奥运会和1988年夏季奥运会女子篮球金牌。她也曾担任2008年夏季奥运会美国女子篮球队主教练。